# Jin Shujiao
Jin Shujiao es una deportista china que compitió en judo. Ganó dos medallas de bronce en el Campeonato Asiático de Judo, en los años 1996 y 1999.

## Palmarés internacional
| Campeonato Asiático | Campeonato Asiático          | Campeonato Asiático | Campeonato Asiático |
| Año                 | Lugar                        | Medalla             | Categoría           |
| ------------------- | ---------------------------- | ------------------- | ------------------- |
| 1996                | Ciudad Ho Chi Minh (Vietnam) | Medalla de bronce   | –48 kg              |
| 1999                | Wenzhou (China)              | Medalla de bronce   | –48 kg              |